# Janowo (województwo dolnośląskie)
Janowo (do 1945 r. niem. Johnwitz) – wieś w Polsce położona w województwie dolnośląskim, w powiecie strzelińskim, w gminie Wiązów.

## Podział administracyjny
W latach 1975–1998 miejscowość administracyjnie należała do województwa wrocławskiego.